# Rivergreen
Rivergreen var en civil parish 1858–1955 när det uppgick i Meldon, i grevskapet Northumberland i England. Civil parish var belägen 7 km från Morpeth och hade 24 invånare år 1951.